# Annavölgy
Annavölgy község Komárom-Esztergom vármegyében, az Esztergomi járásban. 483 hektáros kiterjedésével a megye legkisebb közigazgatási területű települése.

## Fekvése
A Gerecse hegységben, Esztergomtól 20 km-re délnyugatra fekszik az 1106-os és 1119-es utakat összekötő 1121-es út mentén.

## Története
Csak 1997-ban vált önálló településsé, addig Sárisáp része volt.
Területén a középkorban egy Ugan (Vgan, Ogan) nevű falu állt. A legrégibb írás 1181-ből maradt fenn róla; ebben az esztergom-szentkirályi keresztesek birtokaként, Tokod és Munkád szomszédaként szerepel. Egy másik,  1193-ből való oklevélben Hugan alakban tűnik fel, s megtudhatjuk, hogy ide Ebszőny-ből út vezetett.
1269-ben Ogan, 1284-ben Vgan alakban írták a nevét. Tokod-tól délre feküdt, Sárisáp határának északnyugati végén.
Nevét Annavölgyként 1781-ben említik először. Rückschuss Antal ekkor kapott szénkutatásra engedélyt, melynek birtokában megkezdhette a szénbányászatot a dorogi szénmedencében.
A bányászat az 1970-es években vízbetörések miatt lehetetlenült el. Az annavölgyi bányát 1975-ben zárták be.
A település mára üdülőfaluvá vált. Az egykori bányavágatban sóbarlang kialakítása folyik, ahol inhalációs sóoldat igénybevételével légúti betegségekben szenvedőkön próbálnak segíteni. Tervezik bányászati témapark kialakítását is.
Ma is működik a település 1912-ben alakított sportegyesülete.

## Közélete

### Polgármesterei
- 1997–1998:
- 1998–2002: Dér József (független)[4]
- 2002–2006: Bánhidi József (MSZP)[5]
- 2006–2010: Bánhidi József (MSZP)[6]
- 2010–2014: Bánhidi József (MSZP)[7]
- 2014–2019: Bánhidi József (független)[8]
- 2019–2024: Bánhidi József (független)[9]
- 2024– : Bánhidi József (független)[1]

## Népesség
A település népességének alakulása:
| Lakosok száma | 931  | 918  | 927  | 898  | 886  | 860  | 863  |
|               | 2013 | 2014 | 2015 | 2021 | 2022 | 2023 | 2024 |

A 2011-es népszámlálás során a lakosok 82,9%-a magyarnak, 0,9% cigánynak, 1,1% németnek, 0,3% románnak, 0,5% szlováknak mondta magát (17,1% nem nyilatkozott; a kettős identitások miatt a végösszeg nagyobb lehet 100%-nál). A vallási megoszlás a következő volt: római katolikus 26,4%, református 3%, evangélikus 0,2%, izraelita 0,2%, felekezeten kívüli 38% (31,8% nem nyilatkozott).
2022-ben a lakosság 89,4%-a vallotta magát magyarnak, 0,7% németnek, 0,7% cigánynak, 0,2% ukránnak, 0,1-0,1% szlováknak és ruszinnak, 2% egyéb, nem hazai nemzetiségűnek (10,6% nem nyilatkozott; a kettős identitások miatt a végösszeg nagyobb lehet 100%-nál). Vallásuk szerint 17,2% volt római katolikus, 3% református, 0,5% görög katolikus, 0,1% izraelita, 0,1% ortodox, 0,3% egyéb keresztény, 1,2% egyéb katolikus, 32,1% felekezeten kívüli (45,4% nem válaszolt).

## Ismert személyek
- Itt született 1919. szeptember 15-én Lévárdi Ferenc bányamérnök, nehézipari miniszter (1963–1971).